# Luva virtual
Uma luva de dados é um dispositivo de interacção semelhante a uma luva comum que, facilita o controlo na robótica e nas aplicações de realidade virtual.
Normalmente, esta luva é de látex devido à elasticidade do material.
Através deste dispositivo é possível usar vários parâmetros físicos tais como: a pressão; a força linear; a temperatura e a textura de uma superfície ou material.
Existem vários tipos de luvas, tais como: luvas de funcionamento óptico, magnético ou até mesmo de “tacto”, no entanto, podemos referir a luva de funcionamento óptico como o princípio de funcionamento mais usual nos nossos dias.
Assim, este princípio baseia-se no seguinte: um emissor colocado na ponta dos dedos da luva envia uma luz para um receptor colocado na parte superior da luva na zona do pulso, por sua vez, essa luz é enviada não pelo ar mas sim por guias de fibra óptica .
Dependendo da posição do dedo, esse mesmo receptor vai receber a luz na sua totalidade ou apenas parte dela, uma vez que a posição do dedo aumenta ou diminui as perdas da transmissão dessa mesma luz. Este fenómeno vai causar uma variação na resistência do receptor que, por sua vez, vai influenciar a tensão de saída do mesmo. Deste modo, para cada valor de tensão iremos ter uma posição específica.

Aqui estão referidos alguns tipos mais conhecidos e usados:
- 5DT Data Glove          – possui 5 sensores, um por dedo
- CyberGlove  – é uma luva que possui até 22 sensores de alta-precisao
- CyberForce  – luva de “desktop”com braço incorporado
- CyberGrasp  – luva que avalia a força, tem um sistema robótico incorporado no braço
- CyberTouch  – luva com sensores tácteis
- Virtual Hand SDK  – luva para aplicações de animação
- Virtual Hand Studio  – luva para aplicações 3-D

Existem vários parâmetros que definem o tipo de luva de dados, podemos enumerar: o número de sensores na luva; o tipo de aplicação em que a luva é usada (ex:animação 3-D, escrita virtual, controlo robótico); o tipo de ligação periférica da luva (ex:RS232, USB, Wireless, Bluetooth); a própria frequência de amostragem e também o erro de não-linearidade.
Os sistemas de desenvolvimento das luvas estão normalmente disponíveis para vários sistemas operativos, tais como Windows, Linux e Unix. Quando os dispositivos possuem um protocolo de comunicação em código aberto, é ainda possível criar novos drivers ou interfaces sem usar os sistemas de desenvolvimento disponibilizados pelo fabricante.
Actualmente, o preço destas luvas virtuais desceu bastante devido ao aumento de fabricantes. Porém, prevê-se que no futuro o seu preço venha a descer ainda mais. Neste momento a luva virtual mais usada no mercado é a 5DT, que possui capacidades de registar os dados em vários tipos de arquivo, contendo também calibração automática. É usada essencialmente em filmes de animação e em jogos de computador.

## Surgimento da luva virtual
A primeira luva virtual foi desenvolvida na Universidade de Illinois em 1977, para um projecto chamado “Sayre Glove”. Em 1982 Thomas Zimmerman inventou a primeira luva virtual de funcionamento óptico e em 1983 Gary Grimes construía a primeira luva virtual de entrada digital, que na altura era a primeira luva de alta flexibilidade e com sensores de inércia. Esta luva teve um grande impacto na indústria da realidade virtual, levando o seu criador a ser convidado a produzir luvas para certos guitarristas famosos, cujos gostos passavam pela prática de “air guitar”, como também para o controlo de sintetizadores electrónicos.
Em 1985, Zimmerman e o seu parceiro Scott Fisher abandonaram a Atari e começaram o desenvolvimento de uma luva conhecida por VPL. Esta luva passou a ser muito usada, de tal modo que, hoje em dia é a luva mais utilizada no mercado.

## Aplicações
Uma das primeiras aplicações em âmbito mundial e que tornou famoso este dispositivo foi o filme Star Wars (1977) realizado por George Lucas. Mais tarde, vários filmes da Walt Disney passaram a usar esta tecnologia, e actualmente cerca de 98% dos filmes de animação, tais como Shrek, usando luvas e fatos virtuais.
Mais recentemente, no âmbito da medicina, está a ser testado a utilização de luvas virtuais em operações delicadas, principalmente nos casos em que não pode haver contacto entre o médico e o paciente pelo risco de morte.

## Realidade virtual
As luvas virtuais na maioria dos casos não são usadas em aplicações sem o apoio de outros periféricos, ou seja, normalmente usamos também um fato virtual e um capacete virtual. É com a presença destes três periféricos que obtemos a, intitulada, “realidade virtual”.
É possível visualizar, tocar e sentir um mundo virtual que é programado para um certo propósito, um exemplo disso são os jogos 3-D que vemos no nosso dia a dia. Esta mesma realidade virtual é usada, por exemplo, pelo exército americano para treinos de salto de pára-quedas.

## Futuro
Prevê-se que num futuro muito próximo, este tipo de realidade e os seus componentes estejam acessíveis ao cidadão comum, na medida em que, deixam de estar apenas ao alcance das grandes entidades, através de preços acessíveis. Já existe, aliás, algumas marcas de automóveis com protótipos conduzidos "virtualmente".

## Referencias
- DataGlove Project
- VrLogic
- Robotics, virtual worlds meet medicine